# Phil Lester

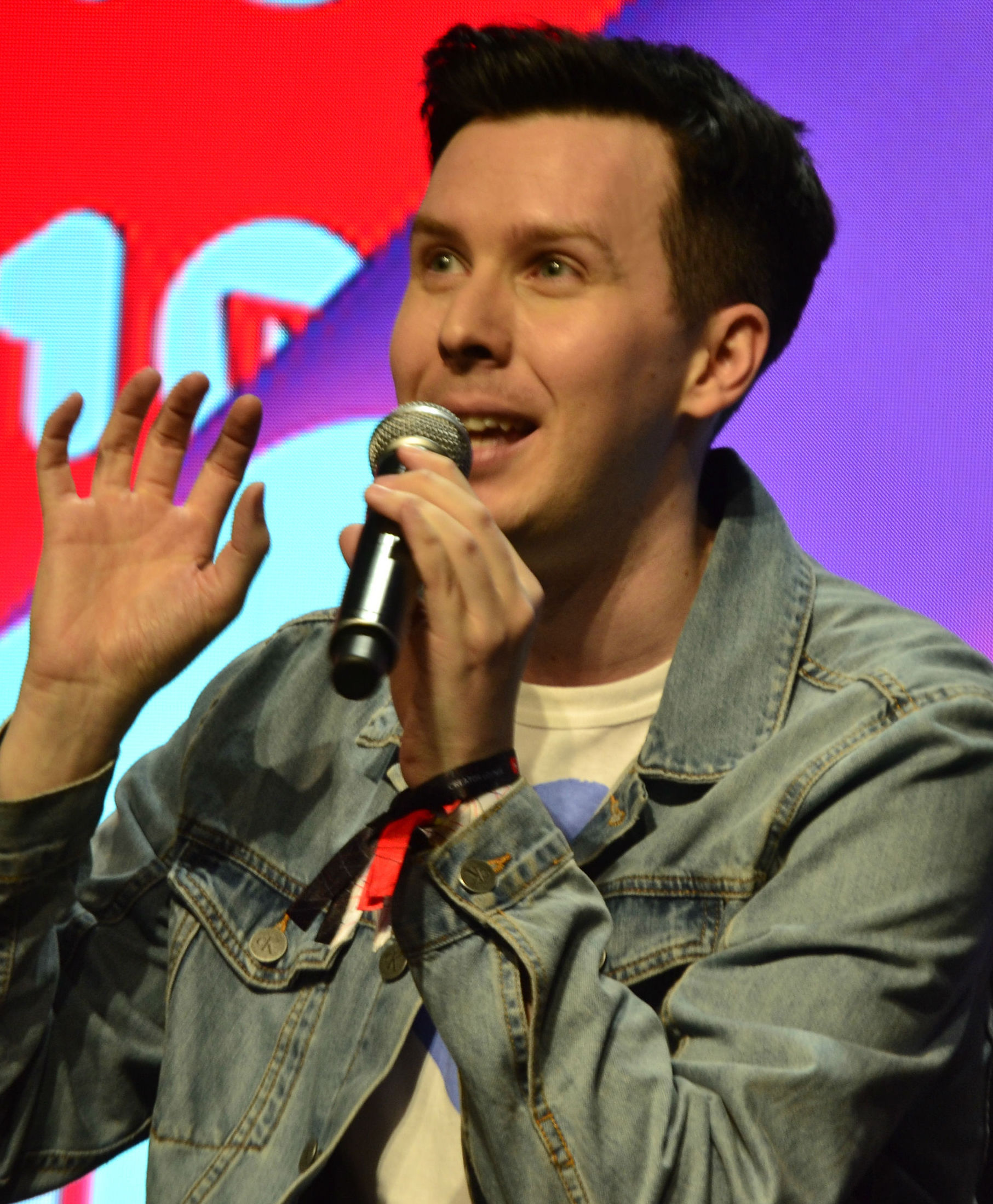
Phil Lester

Philip Michael (Phil) Lester (Manchester, 30 januari 1987) is een Britse youtuber, vlogger en radiopersoonlijkheid uit Rawtenstall. Hij is het bekendst om zijn YouTube-kanaal AmazingPhil. Samen met Dan Howell, met wie hij vaak samenwerkt, presenteerde Lester van januari 2013 tot augustus 2014 het zondagavondamusementsprogramma Dan and Phil op BBC Radio 1, en van september 2014 tot april 2016 was het duo maandelijks presentator van The Internet Takeover op dezelfde radiozender.

## Biografie
Lester groeide op in Rawtenstall. Hij behaalde een diploma in de Engelse taal en taalwetenschap van de Universiteit van York en een postdoctorale graad aan de faculteit Theater, Film en Televisie.
Lester woont sinds 2011 samen met beste vriend en mede-youtuber Dan Howell; het paar verhuisde in 2012 naar Londen. Zij zijn vaak te zien in elkaars video's.

## Carrière

### YouTube
Op 19-jarige leeftijd, op 27 maart 2006 om precies te zijn, postte Lester zijn eerste YouTube-vlog genaamd "Phil's Video Blog" in zijn hoofdkanaal, AmazingPhil. Sindsdien heeft hij een paar honderd video's geüpload. Hij bereikte in 2013 de grens van een miljoen YouTube-abonnees, had er een jaar later 2 miljoen en nog een jaar later 3 miljoen.
Lester heeft ook een tweede kanaal, LessAmazingPhil, dat in mei 2017 ruim een miljoen abonnees had en 30 miljoen weergaven.
In 2010 namen Lester en Howell deel aan een jaarlijkse, rechtstreekse internetuitzending van 24 uur om voor UNICEF geld in te zamelen.
Lester verscheen ook samen met Howell in Bejamin Cooks twaalfdelige webserie Becoming YouTube en werd geïnterviewd over de onderwerpen die Cook aan de orde stelt.
In september 2014 postten Lester en Howell de eerste video ten behoeve van hun nieuwe YouTube-gamekanaal DanAndPhilGAMES. Een half jaar later had het kanaal al een miljoen abonnees, waarmee het het snelst groeiende kanaal op YouTube was.
Op 1 april 2015 begonnen Lester en Howell als 1 aprilgrap het knutselkanaal DanAndPhilCRAFTS. Er stond slechts één video op waarin zij vierkante sneeuwvlokken van papier maakten, amateuristisch gefilmd en doorweven met humor. Het filmpje werd binnen een week een half miljoen keer bekeken.

## Prijzen en nominaties
In 2011 vestigde Lester het Guinness-wereldrecord snel munten stapelen. Hij plaatste 25 muntjes op elkaar in 31,617 seconden.
| Jaar | Prijs                                                     | Genomineerde                                                      | Resultaat   |
| ---- | --------------------------------------------------------- | ----------------------------------------------------------------- | ----------- |
| 2013 | Sony Golden Headphones Award                              | Dan and Phil on BBC Radio 1                                       | Gewonnen    |
| 2014 | Teen Choice Award - Web Collaboration                     | The Photo Booth Challenge                                         | Genomineerd |
| 2016 | British Online Creator Awards - Creator of the Year       | Phil Lester                                                       | Gewonnen    |
| 2016 | British Online Creator Awards - Collaboration of the Year | (Met Dan Howell) Phil is not on fire 7                            | Gewonnen    |
| 2016 | British Online Creator Awards - Film of the Year          | (Met Dan Howell) The Amazing Tour Is Not On Fire - Official Movie | Gewonnen    |
| 2016 | British Online Creator Awards - Film of the Year          | (Met Dan Howell) Dan & Phil's Story of TATINOF                    | Genomineerd |
| 2016 | British Online Creator Awards - Collaboration of the Year | (Met Hazel Heyes) Tipsy Talk with AmazingPhil                     | Genomineerd |
| 2016 | British Online Creator Awards - Travel Video of the Year  | A Day in the Life of Dan and Phil in AUSTRALIA!                   | Genomineerd |